# 氣壓缸

單動缸的工作圖。 彈簧（紅色）也可以位於氣壓缸外部，並固定在要移動的物品上。

雙動缸的工作圖。

雙動缸的3D 動畫 (CAD)

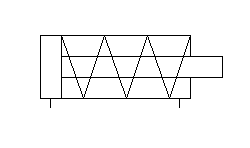
彈簧復歸氣壓缸的線路符號

氣壓缸是一種利用壓縮氣體的推力產生往復線性運動的機械元件:85。
如同液壓缸一樣，壓力作用於圓盤或圓柱體的活塞上使活塞沿所壓力作用的方向移動，活塞桿再將其產生的力傳遞到要移動的物體上。 : 85而因為氣壓元件較安靜且較清潔，也不需要大量空間來存儲液壓槽，故工程師通常較喜歡使用氣動工具。
由於操作流體是氣體，因此氣壓缸如有洩漏也不會有液體滴落而污染周圍環境，因此氣動元件非常適合在需要保持清潔的環境中操作。 例如，在迪斯尼樂園Tiki Room中的機械木偶，使用氣動裝置來防止有液體滴落到經過木偶下面的人身上。

## 操作

### 概念
作動時，壓縮空氣就會由活塞的一端進入氣壓缸內，並對活塞上施加壓力使活塞產生移位。

### 氣體的可壓縮性
氣體的可壓縮性是工程師在使用氣缸時遇到的一個主要問題。 許多研究針對作用在氣缸上的負載壓縮所用氣體的方式，會如何影響氣壓缸的精度。 在垂直負載下，如果全部負載都作用在氣壓缸上，對氣壓缸定位精度的影響最大。 台灣國立成功大學的一項研究得出的結論是，精度約為±100nm，仍為可接受的範圍內，但證明空氣的可壓縮性會對系統產生影響。

### 失效安全機構
氣動系統常在被設罝在低比例且短暫的系統失效都無法接受的環境中。在失效的情況下，當供氣中斷（或壓力下降）的情況下，安全鎖有時可以用作安全機構，以補救或減輕這種情況下產生的任何損壞。
輸入或輸出處漏氣將降低輸出壓力。

## 種類
儘管氣壓缸的外觀､尺寸和功能有所不同，但它們通常可分為以下幾種類別。 然而，仍有許多為特定和特殊的功能而設計的其他類型氣壓缸。

### 雙作動氣壓缸
雙作動氣壓缸（雙動缸）利用空氣的壓力作動伸出和縮回行程。 它們有兩個進氣口，一個用於前進行程，另一個用於後退行程。 行程長度可以不受限制，但是，活塞桿更容易挫曲和彎曲，需要做應力計算。
 :89

### 多段套筒式氣壓缸

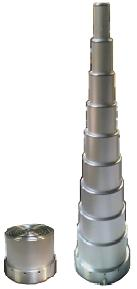
8段式單動伸縮套筒氣壓缸

套筒氣壓缸，可以是單動的也可以是雙動。 套筒式氣壓缸包括一個活塞桿，該活塞桿嵌套在一系列直徑不斷增大的空心套筒中。 在作動時，活塞桿和每個後段“套筒”作為分段活塞。 這種設計的主要優點是允許較長行程且有相同縮回長度的單段氣壓缸的行程。 套筒式氣壓缸的一個缺點是由於分段設計，增加了活塞彎曲的可能性。 因此，套筒式氣壓缸主要應用於活塞承受極小側向負載中。

### 其他
儘管單動缸和雙動缸是較常見的氣壓缸類型，但仍可見以下類型的氣壓缸::89
- 雙桿缸: 活塞桿延伸穿過氣缸的兩側，以使兩側的力和速度相等。
- 緩衝缸：排氣量可調的氣缸，以避免在活塞桿和氣壓缸端蓋之間產生衝擊。
- 旋轉缸：使用空氣推動轉子作旋轉運動的致動器。
- 無桿缸：沒有活塞桿。 它們是使用機械或磁性耦合致動器，通常應用在將力施加到沿氣壓缸的長度方向移動但不會超出氣壓缸長度的工作檯或其他物體。
- 倍力缸：通常為兩個共活塞桿的氣壓缸串聯組裝。
- 衝擊缸：帶有專門設計的端蓋的氣壓缸，可以承受活塞桿高速伸縮的衝擊。

#### 無桿缸
此種氣壓缸活塞相對較長，但無活塞桿。纜線無桿缸為無桿缸中的一種。氣壓缸在一端或兩端都留有開口，但要通過一根可撓性的纜線而不是活塞桿。該纜線具有光滑的塑膠護套用於密封的目的。而其中一根線纜必須保持張力。.  其他無桿缸的兩端均為封閉，而活塞以磁性或機構方式耦合於延伸在氣壓缺外的致動器。磁性類型中，氣壓缸是薄壁且由非磁性材料製成，氣壓缸是具有強力磁鐵，並沿著外部拉動具有磁性的滑塊。機械類型中，活塞由氣壓缸在延移動方向切開的長狹槽與外部連接。氣壓缸的內部（防止氣體逸出）和外部（防止污染）以可撓性金屬密封帶密封該槽。活塞本身兩端都有密封件，在它們之間有凸出的表面，之後可由突出的連結機構將其“剝離”更換。而活塞的內部則處於大氣壓下。
許多現代航空母艦上使用的飛機彈射器即是一種廣為人知的機械類型之運用（儘管其為使用蒸汽動力）。